# Lieselotte Schell
Lieselotte Schell  ist eine österreichische Bergsteigerin.

## Leben
Lieselotte Schell nahm mehrfach an Expeditionen ihres Mannes, des Bergsteigers Hanns Schell, teil. Neben anderen Erfolgen gelang ihr gemeinsam mit den Expeditionskameraden 1975 die Erstbesteigung des Urdok Kangri I (7250 m) im Karakorum.
Hanns und Lieselotte Schell sind seit 1962 verheiratet, haben miteinander sechs Kinder und sind 14-fache Großeltern.

## Alpinistische Leistungen (Auszug)
- Gasherbrum I 8080 m (Karakorum, Pakistan), von Hanns Schell geleitete Expedition 1975, Lieselotte Schell gelangt auf der Gasherbrum Aufstiegsroute bis in Lager III, den Gipfel erreichen H. Schell, Robert Schauer und Herbert Zefferer
- Urdok Kangri I 7250 m (Karakorum, Pakistan), Erstbesteigung 1975 mit Hanns Schell, Karl Hub, Robert Schauer, Helmut Prevedel  und Herbert Zefferer
- Kun 7077 m (Himalaya, Indien), 1977 Versuch einer Massiv-Traverse vom Kun- zum Nun-Gipfel; nur der Kun-Gipfel wird von Robert Schauer, Karl Hub, Gerhard Pressel, Hanns und Lieselotte Schell erreicht